# Дзюдо на Літній універсіаді 2019
Дзюдо на літній Універсіаді 2019 — змагання зі дзюдо в рамках літньої Універсіади 2019 року пройдуть з 4 липня по 7 липня в італійському місті Неаполь, в залах № 5 і № 6 на території виставкового центру Mostra d Oltremare. Розіграли 14 комплектів нагород.

## Історія
Турнір із дзюдо на Універсіадах постійно входять до змагальної програми. Цей вид програми є обов'язковим для літніх Універсіад.
На минулій Універсіаді в Тайбеї беззастережну перемогу здобула команда Японії, яка зібрала 16 медалей, з них 10 золотих. Японія та азійські країни мають кращі переможні традиції в цій дисципліні.
Програма нинішніх ігор порівняно з попередніми трохи змінилася, скорочено кількість вагових категорій.

## Правила участі
Змагання зі дзюдо будуть організовані відповідно до останніх технічних правил Міжнародної федерації дзюдо (IJF).
Кожна країна має право ввести максимум десять (10) спортсменів (п'ять (5) чоловіків і п'ять (5) жінок) таким чином:
1. Індивідуальне змагання:
- Чоловіки: максимум один (1) спортсмен у ваговій категорії
- Жінки: максимум один (1) спортсмен у ваговій категорії

У змаганнях можуть брати участь тільки спортсмени, включені у вагові категорії.
2. Командне змагання:
- Чоловіки: одна (1) команда, що складається як мінімум з трьох (3) спортсменів і максимум п'яти (5).
- Жінки: одна (1) команда, що складається як мінімум з трьох (3) спортсменок і максимум п'яти (5).

Всього в командні змагання можуть бути включені п'ять (5) спортсменів. Команди повинні складатися зі спортсменів, які також беруть участь в індивідуальних змаганнях. У день командних змагань спортсмени можуть змагатися у своїй ваговій категорії або категорії вище.
Згідно з Положенням FISU, дзюдоїсти мають відповідати таким вимогам для участі у Всесвітній універсіаді (стаття 5.2.1):
- До змагань допускаються студенти, що навчаються нині у закладах вищої освіти, або закінчили виш не більш як рік тому.
- Всі спортсмени повинні бути громадянами країни, яку вони представляють.
- Учасники повинні бути старше 17 років, але до 28 років на 1 січня 2019 року (тобто допускаються тільки спортсмени, що народилися між 1 січня 1991 року та 31 грудня 2001 року).

## Календар
| ЦВ | Церемонія відкриття | ● | Кваліфікації | 2 | Фінали змагань | ЦЗ | Церемонія закриття |

| Липень | 2 Вт | 3 Ср | 4 Чт | 5 Пт | 6 Сб | 7 Нд | 8 Пн | 9 Вт | 10 Ср | 11 Чт | 12 Пт | 13 Сб | 14 Нд | Змагання |
| ------ | ---- | ---- | ---- | ---- | ---- | ---- | ---- | ---- | ----- | ----- | ----- | ----- | ----- | -------- |
| Дзюдо  |      | ЦВ   | 4    | 4    | 4    | 2    |      |      |       |       |       |       | ЦЗ    | 14       |

## Результати

### Чоловіки
| Дисципліна          | Золото                     | Срібло                      | Бронза                                                        |
| ------------------- | -------------------------- | --------------------------- | ------------------------------------------------------------- |
| до 66 кг            | Деніс Вієру Молдова        | Ранто Кацура Японія         | Ізмаїл Часигов Росія Вільян Ліма Бразилія                     |
| до 71 кг            | Євгеній Прокопчук Росія    | Хідаят Гейдаров Азербайджан | Гікматтілох Тураєв Узбекистан Чол Гван Кім Північна Корея     |
| до 81 кг            | Ікару Томокійо Японія      | Мун Чжин Лі Південна Корея  | Дорін Готонага Молдова Тато Грігалашвілі Грузія               |
| до 90 кг            | Йоханнес Пачер Австрія     | Лаша Бекаурі\| Грузія       | Густаво Ассіс Бразилія Кристіан Тотт Угорщина                 |
| більше 90 кг        | Руслан Шахбазов Росія      | Канта Накано Японія         | Мухаммадкарім Гуррамов Узбекистан Мін Чжон Кім Південна Корея |
| абсолютна категорія | Галімжан Крікбай Казахстан | Адрієн Ліволсі Франція      | Давлат Бобонов Узбекистан Джур Спайкерс Нідерланди            |
| командні змагання   | Росія                      | Південна Корея              | Японія Азербайджан                                            |

### Жінки
| Дисципліна             | Золото                     | Срібло                       | Бронза                                              |
| ---------------------- | -------------------------- | ---------------------------- | --------------------------------------------------- |
| до 52 кг               | Ріоко Такеда Японія        | Да Сол Пак Південна Корея    | Діора Келдіорова Узбекистан Дарія Бобрикова Росія   |
| до 57 кг               | Кана Томізава Японія       | Гаетан Дебер Франція         | Наталія Голомідова Росія Чжісу Кім Південна Корея   |
| до 63 кг               | Нана Кота Японія           | Геке ван ден Берг Нідерланди | Каміла Бадурова Росія Басанджаргал Баярбат Монголія |
| до 70 кг               | Сіо Тонака Японія          | Мадіна Таймазова Росія       | Сара Макелбург Німеччина Ганна Антікало Україна     |
| більше 70 кг           | Хан Мі Джин Південна Корея | Майя Акіба Японія            | Себіле Акбулут Туреччина Анна Гущина Росія          |
| абсолютная категория   | Майя Акіба Японія          | Хан Мі Джин Південна Корея   | Себіле Акбулут Туреччина Сібілла Факколлі Бразилія  |
| командные соревнования | Японія                     | Росія                        | Південна Корея Німеччина                            |

## Медальний залік зі дзюдо
| Місце                | Країна               | Золото | Срібло | Бронза | Загалом |
| -------------------- | -------------------- | ------ | ------ | ------ | ------- |
| 1                    | Японія               | 7      | 3      | 1      | 11      |
| 2                    | Росія                | 3      | 2      | 5      | 10      |
| 3                    | Південна Корея       | 1      | 4      | 3      | 8       |
| 4                    | Молдова              | 1      | 0      | 1      | 2       |
| 5                    | Австрія              | 1      | 0      | 0      | 1       |
| 5                    | Казахстан            | 1      | 0      | 0      | 1       |
| 7                    | Франція              | 0      | 2      | 0      | 2       |
| 8                    | Нідерланди           | 0      | 1      | 1      | 2       |
| 8                    | Грузія               | 0      | 1      | 1      | 2       |
| 8                    | Азербайджан          | 0      | 1      | 1      | 2       |
| 11                   | Узбекистан           | 0      | 0      | 4      | 4       |
| 12                   | Бразилія             | 0      | 0      | 3      | 3       |
| 13                   | Туреччина            | 0      | 0      | 2      | 2       |
| 13                   | Німеччина            | 0      | 0      | 2      | 2       |
| 15                   | Україна              | 0      | 0      | 1      | 1       |
| 15                   | Угорщина             | 0      | 0      | 1      | 1       |
| 15                   | Північна Корея       | 0      | 0      | 1      | 1       |
| 15                   | Монголія             | 0      | 0      | 1      | 1       |
| Загалом (18 збірних) | Загалом (18 збірних) | 14     | 14     | 28     | 56      |